# Монетный закон Германской империи 1873 года
Монетный закон Германской империи 1873 года — законодательный акт, подписанный германским императором Вильгельмом I и канцлером Отто фон Бисмарком 9 июля 1873 года. Закон описывал основные аспекты введения новой денежной единицы молодой Германской империи — золотой марки.

## Предпосылки создания
Создание в 1871 году нового государства Германской империи требовало введение новой единой валюты. Составляющие части молодой империи использовали местные денежные единицы базирующиеся на Мюнхенском монетном договоре, Дрезденской и Венской монетных конвенциях. Также в империю вошли вольные города Гамбург, Любек и Бремен, которые не подписывали вышеуказанные международные договора и применяли свои собственные системы денежных расчётов.
Описываемое время было также ознаменовано резкими колебаниями соотношения цен серебра и золота. Тенденция к повышению цены золота относительно серебра привела к переходу большинства стран Европы и Америки от серебряного монометаллизма к золотому стандарту.
Принятый ранее монетный закон 1871 года вводил новую денежную единицу — золотую марку. При этом в нём определялись основные характеристики лишь золотых монет. Необходимость законодательного регулирования чеканки разменных денег, а также введение золотого стандарта и обусловило появление нового закона.

## Содержание закона
Закон состоит из 18 статей.
Первая статья декларирует переход Германии к новой денежной единице марке. Закон обязывает все области империи использовать расчёты в марках.
Вторая статья в дополнение к 20- и 10-марочным золотым монетам разрешает чеканить также золотые монеты номиналом в 5 марок. Хотя закон был опубликован в 1873 году новые монеты появились лишь в 1877-м. Следует заметить, что в силу своих характеристик (малые диаметр и вес) они были крайне неудобны в обращении. Вследствие этого их выпуск продолжался всего два года.
Третья статья устанавливает внешний вид и вес разменных монет. Из серебра надлежало чеканить монеты номиналом в 5, 2 и 1 марку, а также 50 и 20 пфеннигов, из никеля — 5 и 10 пфеннигов, из меди — 1 и 2 пфеннига. Все серебряные деньги надлежало выпускать из сплава серебра (0,9) и меди (0,1). Содержание чистого серебра в каждой марке составляло 5 г. Соответственно вес 5-марочных монет составил 27,778 г (25 г чистого серебра и 2,778 меди), 2-марочных — 11,111 г (10 г чистого серебра и 1,111 г меди) и т. д.
На одной стороне серебряных монет номиналом выше 1 марки, согласно закону, должны находиться: герб Германской империи, надпись «DEUTSCHES REICH», обозначение номинала и год выпуска. Другая сторона должна содержать изображение местного правителя одного из германских государств, которые вошли в новосозданную империю, либо герб вольных городов-государств, которые также были присоединены к Германской империи. Также лицевая сторона монеты должна была содержать соответствующую надпись характеризующую изображение, а также знак монетного двора. На остальных монетах на одной стороне помещались обозначение номинала, надпись «DEUTSCHES REICH», год чеканки, а на противоположной — имперский орёл и знак монетного двора.
Параграф четвёртый данной статьи фактически заканчивал эпоху биметаллизма в Германской империи и открывал период монометаллизма. Согласно закону количество выделяемого для чеканки разменных монет металла находилось в непосредственном ведении рейхсканцлера. Таким образом серебро переставало быть аналогом денег, так как из него уже нельзя было отчеканить на монетном дворе соответствующее количество монет.
Согласно четвёртой статье общее количество серебряных монет в обиходе не должно превышать десять марок на душу населения Германской империи. Пятая статья ограничивала количество медных и никелевых монет суммой в 2,5 марки на душу населения.
В шестой статье производилась демонетизация ряда денежных единиц, которые находились в обиходе нескольких десятков государств, вошедших в состав Германской империи.
Седьмая статья возлагает все затраты, связанные с чеканкой незолотых монет, на имперское правительство.
В девятой статье напрямую запрещается кому-либо принимать к расчёту суммы более 20 марок серебряными, медными и никелевыми монетами. Более того в кассах запрещалось держать серебряных монет на сумму более 200 марок, а медных и никелевых — 50. Избытки разменных денег подлежали обмену на золото.
Десятая статья возлагает затраты по замене изношенных монет на центральное имперское правительство.
В одиннадцатой статье содержался запрет на чеканку на территории империи каких-либо других типов монет, кроме как указанных в законодательных актах 1871 и 1873 годов. Исключение делалось лишь для памятных монет.
В 12 статье определяется право свободной чеканки золотых монет. Сеньораж монетного двора согласно закону был установлен в 7 марок с перечеканки одного фунта золота (500 г) в монеты.
Тринадцатая статья делает бундесрат ответственным за выработку обменных курсов золотой марки и валют других государств. При этом закон подчёркивает, что свободное хождение иностранных денег на территории государства запрещено. Прямые расчёты в валютах иностранных держав согласно закону чреваты штрафами и тюремным заключением.
Четырнадцатая статья закона 1873 года во многом повторяет восьмую статью монетного закона 1871 года. 1 талер приравнивался 3 маркам, 1 гульден южнонемецких государств — 1 5/7 марки, 1 марка гамбургской и любекской денежных систем 1,2 золотой марки.
Пятнадцатая статья детализирует обменные курсы наиболее распространённых на территории государства устаревших монет. 1⁄3 талера соответствовали 1 марке, 1⁄6 талера — 50 пфеннигам, 1⁄12 талера — 25 пфеннигам, 1⁄15 талера — 20 пфеннигам, 1⁄30 талера — 10 пфеннигам. Тридцатая часть талера носила название грошена. Соответственно 1⁄2 грошена приравнивались 5 пфеннигам, 1⁄5 грошена — 2 пфеннигам, 1⁄10 и 1⁄12 грошена — 1 пфеннигу. В тех землях, где грошен соответствовал 12 пфеннигам, монеты номиналом в 3 пфеннига подлежали обмену на 2,5 новых пфеннига. Баварские геллеры приравнивались к половине пфеннига. 5-, 2- и однопфенниговые монеты Мекленбурга обменивались на новые пфенниги по номиналу.
Последующие три статьи описывали процесс обмена банкнот и монет, а также период их обращения в качестве законных платёжных средств.

## Последствия
Закон устанавливал основные характеристики разменных серебряных, никелевых и медных монет Германской империи, которые чеканились вплоть до 1919 года. Запрет на свободную чеканку серебряных монет, и разрешение на выпуск золотых, ознаменовал переход Германии к золотому монометаллизму, который продержался вплоть до начала Первой мировой войны.
Впоследствии ряд положений поддавалось корректировке, но в целом законы 1871 и 1873 годов установили основы денежного обращения Германской империи.